# Lingle
Lingle è un comune (town) degli Stati Uniti d'America della contea di Goshen nello Stato del Wyoming. La popolazione era di 468 abitanti al censimento del 2010.

## Geografia fisica
Lingle è situata a 42°08′15″N 104°20′47″W (42.137494, -104.346500).
Secondo lo United States Census Bureau, ha un'area totale di 0,31 mi² (0,80 km²).

## Società

### Evoluzione demografica
Secondo il censimento del 2010, la popolazione era di 468 abitanti.

### Etnie e minoranze straniere
Secondo il censimento del 2010, la composizione etnica della città era formata dal 97,4% di bianchi, lo 0,2% di afroamericani, lo 0,4% di nativi americani, lo 0,0% di asiatici, lo 0,0% di oceanici, l'1,3% di altre razze, e lo 0,6% di due o più etnie. Ispanici o latinos di qualunque razza erano il 3,0% della popolazione.